# 沃拉讷
沃拉讷（法語：Velanne，法語發音：[vəlan]）是法国伊泽尔省的一个市镇，属于拉图尔迪潘区。

## 地理
沃拉讷（45°29'18"N, 5°38'54"E）面积8.04 平方千米，位于法国奥弗涅-罗讷-阿尔卑斯大区伊泽尔省，该省份为法国东南部内陆省份，北起顺时针与安省、萨瓦省、上阿尔卑斯省、德龙省、阿尔代什省、卢瓦尔省和罗讷省。
与沃拉讷接壤的市镇（或旧市镇、城区）包括：普雷桑、圣比埃伊、圣茹瓦尔-昂瓦尔代讷、圣让达沃拉讷、圣马丹德沃尔塞尔、圣叙尔皮斯-德里瓦尔、多菲内地区莱萨布雷。

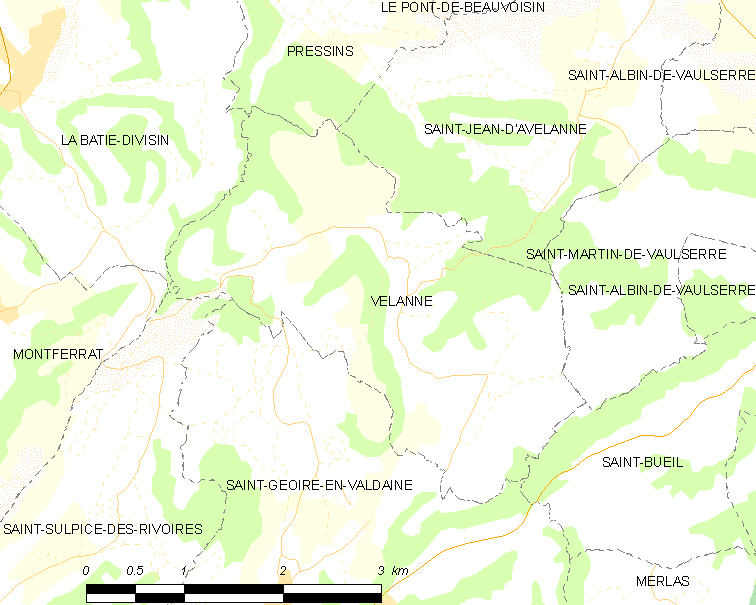
沃拉讷的OSM定位图

沃拉讷的时区为UTC+01:00、UTC+02:00（夏令时）。

## 行政
沃拉讷的邮政编码为38620，INSEE市镇编码为38531。

## 政治
沃拉讷所属的省级选区为沙特勒斯-吉耶县。

## 人口

1962-2008年间沃拉讷人口变化图示

沃拉讷于2022年1月1日时的人口数量为568人。